# Hassan Yasser
Hassan Yasser (en arabe : حسن ياسر), né le 5 janvier 1998, est un nageur égyptien. 

## Carrière
Hassan Yasser obtient trois médailles d'argent (sur 50 mètres papillon, en relais 4 x 100 mètres quatre nages et en relais 4 x 100 mètres quatre nages mixte) ainsi que deux médailles de bronze (sur 100 mètres brasse et 200 mètres brasse) aux Championnats d'Afrique de natation 2016 à Bloemfontein.